# عدد گالیله
عدد گالیله(به انگلیسی: Galilei number) یک عدد بدون بعد می باشد که در دینامیک سیالات  نشان دهده نسبت نیروی گرانش به نیروی لزجت است.این عدد در جریان ویسکوز و برای محاسبه ی انبساط حرارتی به کار می رود، مثلاً برای توصیف رفتار فیلم سیال بر روی یک دیواره.این عدد به افتخار دانشمند ایتالیایی گالیلئو گالیله(به ایتالیایی: Galileo Galilei) نام گذاری شده است.

## رابطه
{\displaystyle Ga={\frac {g\cdot L^{3}}{\nu ^{2}}}}
که در این رابطه:
- {\displaystyle g}: شتاب گرانشی, (در SI با واحد: m/s2)
- {\displaystyle L}: طول مشخصه, (در SI با واحد: m)
- {\displaystyle \nu }: ویسکوزیته دینامیک, (در SI با واحد: m2/s)